# Джексон (округ Адамс, Вісконсин)
Джексон (англ. Jackson) — місто (англ. town) в США, в окрузі Адамс штату Вісконсин. Населення — 1141 особа (2020).

## Демографія
Згідно з переписом 2010 року, у місті мешкали 1003 особи в 465 домогосподарствах у складі 301 родини. Було 1100 помешкань
Расовий склад населення:
| - 96,7 % — білих - 1,0 % — чорних або афроамериканців - 0,4 % — корінних американців - 0,2 % — азіатів |

До двох чи більше рас належало 1,0 %. Частка іспаномовних становила 2,4 % від усіх жителів.
За віковим діапазоном населення розподілялося таким чином: 13,5 % — особи молодші 18 років, 61,8 % — особи у віці 18—64 років, 24,7 % — особи у віці 65 років та старші. Медіана віку мешканця становила 54,0 року. На 100 осіб жіночої статі у місті припадало 109,0 чоловіків;  на 100 жінок у віці від 18 років та старших — 104,7 чоловіків також старших 18 років.
Середній дохід на одне домашнє господарство  становив 66 214 долари США (медіана — 49 688), а середній дохід на одну сім'ю — 72 086 доларів (медіана — 66 058). Медіана доходів становила 43 036 доларів для чоловіків та 35 592 долари для жінок. За межею бідності перебувало 6,3 % осіб, у тому числі 4,4 % дітей у віці до 18 років та 6,6 % осіб у віці 65 років та старших.
Цивільне працевлаштоване населення становило 535 осіб. Основні галузі зайнятості: виробництво — 18,1 %, освіта, охорона здоров'я та соціальна допомога — 12,7 %, мистецтво, розваги та відпочинок — 12,5 %.